# Wishmaster 3 – Der Höllenstein
Wishmaster 3 – Der Höllenstein (Originaltitel: Wishmaster 3: Beyond the Gates of Hell ) ist ein US-amerikanischer Horrorfilm und die zweite Fortsetzung zu Wes Craven’s Wishmaster. Der Film wurde wie sein Vorgänger direkt für den Videomarkt produziert und wurde im Jahr 2001 für den DVD Exclusive Award in der Kategorie: Beste visuelle Effekte nominiert. Der Regisseur Chris Angel inszenierte ein Jahr später auch den vierten und letzten Teil der Filmreihe.

## Handlung
Die Archäologiestudentin Diana wird immer wieder von Alpträumen geplagt, nachdem sie als Kind ihre Eltern bei einem Autounfall verloren hat. Tagsüber findet sie Ablenkung bei ihrem Freund Greg und der Arbeit im Museum, wo sie oft nach dem Studium arbeitet. Dort entdeckt sie eines Tages in einem alten persischen Schmuckkasten einen geheimnisvollen roten Rubin. Durch das Öffnen des Kastens hat sie unwissend einen Dschinn des Bösen entfesselt. Dieser muss seiner Entdeckerin drei Wünsche erfüllen, um danach die Weltherrschaft an sich reißen zu können. Der Dschinn muss Diana jedoch erst einmal ausfindig machen, denn sie hat das Museum in der Zwischenzeit verlassen. Um sie zu finden, tötet er zunächst Professor Joel Barash und nimmt dessen Gestalt an. Diana hat zeitgleich Visionen und bekommt Angst um ihren Lehrmeister. Daher sucht sie das Museum noch einmal auf, kann den Professor aber nirgends finden. Diana nimmt das Kästchen mit in die Universität und recherchiert über die Herkunft. Dabei kommt sie auf die Spur des Dschinns und spürt dessen Anwesenheit, sobald er sich ihr nähert. Sie versucht ihre Kommilitonen von der Gefahr zu warnen, in der sie sich befinden, doch nur Greg und Katie glauben ihr. Während es ihnen gelingt sich immer wieder vor dem Dschinn zu verstecken richtet dieser an einer Universität ein Blutbad an.
Diana und Greg wollen Zuflucht in der Kirche suchen, doch werden sie dort bereits von dem falschen Professor erwartet. Er mordet weiter, um Diana dazu zu bewegen drei Wünsche auszusprechen. Klugerweise wünscht sie sich, dass der Erzengel Michael ihr zu Hilfe kommen solle. Das geschieht und dieser fährt in den Körper von Greg. Beide liefern sich einen erbitterten Zweikampf, doch kann der Engel den Professor nicht besiegen. Diana und Greg gelingt es aus der Kirche zu fliehen und sich zu verstecken, doch plagen Diana grausame Visionen. So lässt sie sich vom Erzengel das Schwert geben und zieht gegen den Dschinn in den Kampf. Nachdem dieser bereits zwei weitere Kommilitonen umgebracht hat, ist er nun auf der Jagd nach Dianas Freundin Katie. Diana spürt dies in ihren Visionen und kommt ihr zu Hilfe. Doch sie kann sie nicht retten und muss wieder vor dem Professor fliehen. Nachdem er sie einholt und sie ihren dritten Wunsch aussprechen soll gelingt es ihr mit Gabriels Hilfe dem Dschinn das göttliche Schwert in die Brust zu stoßen. Doch kommt auch sie dabei um. Aus Dank, dass Diana mit ihrem Tod die Welt vor der Macht des Bösen gerettet hat, erhält sie ihr Leben zurück.

## Kritik
„Ein schwaches Sequel ohne Atmosphäre, das mit der Grundidee des Originals kaum noch etwas gemein hat. Der Horrorfilm im College-Milieu ist auf dem Niveau einer Vorabendfernsehserie inszeniert, wenn man von den blutigen Spezialeffekten und Sadismen einmal absieht. Die Darsteller scheinen sich nur durch ihr gutes Aussehen für ihre schablonenhaft angelegten Rollen qualifiziert zu haben. Die Spannung verfliegt spätestens dann, wenn der Erzengel Michael erscheint und die Mischung aus Einfallslosigkeit und fehlendem Budget offenbar wird.“

„Grusel-Mumpitz an der Uni – echt unsäglich. […] Überflüssige Horrorkost für Schlaflose“

## Hintergrund
- Bis zur Listenstreichung und Neu-Freigabe der beiden Vorgänger war Teil 3 der einzige Film der Reihe, der in Deutschland ohne Kürzungen ab 16 freigegeben ist.
- Der gesamte Film wurde in Kanada gedreht.[4] Die Universitätsszenen wurden an der Uni in Manitoba gedreht, ein anderer Drehort war das Verwaltungsgebäude der Stadt.